# روبن فارينا
روبن فارينا (بالإنجليزية: Robin Farina)‏ هي دراجة أمريكية، ولدت في 3 سبتمبر 1977 في ناشفيل في الولايات المتحدة.

## وصلات خارجية
- روبن فارينا على موقع الاتحاد الدولي للدراجات (الإنجليزية)
- روبن فارينا على موقع أرشيف الدراجات (الإنجليزية)
- روبن فارينا على موقع إحصائيات الدراجات الإحترافية (الإنجليزية)
- روبن فارينا على موقع نسبة الدراجات (الإنجليزية)